# Вперёд, сыны отечества!
«Вперёд, сыны отечества!» («Аллонзанфан», итал. Allonsanfàn) — кинофильм режиссёров Паоло и Витторио Тавиани, вышедший на экраны в 1974 году. Название фильма, которое также является именем персонажа, является отсылкой к первым словам («Вставайте, сыны») «Марсельезы».

## Сюжет
В 1816 году аристократ средних лет Фульвио Имбриани, якобинец, участвовавший в итальянских кампаниях Французских революционных войн, был освобождён из австрийской тюрьмы, в которую он был заключён после реставрации Бурбонов. Власти надеются, что он приведёт их к тайному революционному обществу, к которому он принадлежит, «Возвышенным братьям», распространив новость о том, что он продал своего лидера. Быстро похищенный своими неуклюжими товарищами, Фульвио предстаёт перед судом, пока они не узнают, что их пропавший лидер повесился несколькими днями ранее, обескураженный, казалось бы, окончательным поражением революционных идеалов. Встревоженные братья вскоре расстаются, и Фульвио возвращается на свою семейную виллу, расставаясь с лучшим другом и товарищем Тито.
Здесь Фульвио сначала маскируется под своего друга-священника, но после того, как он стал свидетелем того, как семья оплакивает его мнимую смерть, он раскрывается, и его приветствуют обратно. Через некоторое время к нему присоединились его венгерская любовница и революционерка Шарлотта; узнав, что она собрала достаточно средств в Великобритании, чтобы финансировать революционную экспедицию в Королевство Обеих Сицилий, в настоящее время разорённую эпидемией холеры. Фульвио, однако, устал от своей, казалось бы, бесконечной и бесплодной цели, переоценивая лёгкости аристократической жизни. Он безуспешно предлагает Шарлотте бежать в Америку со своим маленьким сыном Массимилиано, которого воспитывают крестьяне, чтобы он был в безопасности. Сестра Фульвио узнает, что воссоединённые Братья придут на виллу, чтобы организовать экспедицию, и тайно сообщит о них властям. Фульвио узнаёт, что австрийские солдаты собираются устроить засаду на его товарищей и видит возможность избавиться от них, ничего не делая: в последовавшей перестрелке большинство братьев погибает, а Фульвио убегает со смертельно раненной Шарлоттой.
На её похоронах к нему снова присоединяются Тито и выжившие Братья, не обращая внимания на его предательство, и теперь за ним следует молодой сын лидера Аллонзанфан. Узнав, что экспедиция всё ещё продолжается, Фульвио решает купить себе оружие на деньги Шарлотты, с помощью которых он фактически планирует бежать в Америку вместе с недавно воссоединенным Массимилиано, но его преследует брат Лионелло и его партнёрша Франческа. Чтобы избавиться от них, он отправляется на лодке на озеро Орта, где, как он утверждает, контрабандисты доставят оружие. Затем Фульвио притворяется, что его ограбили, и пытается манипулировать Лионелло, чтобы тот покончил с собой, чтобы избежать неудачи, зная о его склонности к самоубийству; Лионелло не находит необходимой решимости, но всё равно умирает, когда лодка опрокидывается во время спора. Фульвио спасает проходящая мимо группа либертинов и, чтобы избежать разоблачения братьев, соблазняет Франческу. Поместив Массимилиано в пансион и использовав деньги для оплаты арендной платы в случае его смерти, он наносит себе телесные повреждения, имитируя ограбление.
В Генуе, куда должна была отправиться экспедиция, братья были перемещены южным изгнанником Ванни Гавиной, рассказывавшим им, как бурбонские солдаты заживо похоронили его жену из-за холеры, до того момента, когда они уехали на Сицилию, прежде чем обнаружилась нехватка оружия: в то время как Фульвио был без сознания от опиумного лекарства для его раны, Франческа посадила его вместе с другими товарищами. Узнав о пропавшем оружии, братья единодушно решают продолжить экспедицию в любом случае, в то время как всё более отчаявшийся Фульвио узнаёт, что Ванни — печально известный преступник на юге, который мстит за свою жену многим солдатам и соотечественникам. Как только они приземляются, он снова предаёт своих товарищей, сообщая о них священнику в соседней деревне Гроттол в обмен на свою жизнь. Опасаясь, что бедные и больные холерой крестьяне легко присоединятся к восстанию, священник настраивает их против революционеров, делая их козлами отпущения за эпидемию и подчеркивая присутствие Ванни. Легко узнаваемые из-за своих красных рубашек, забывчивые братья подвергаются линчеванию толпой.
Не подозревая о том, что произошло, Фульвио бежит из Гроттоле, когда к нему присоединяется Аллонзанфан, единственный оставшийся в живых после резни. Страдая от травмы головы и неспособный принять исход экспедиции, он бредит об утопическом братстве, созданном на первый взгляд между крестьянами и революционерами, представляя их танцующими вместе южный народный танец, которому их научил Ванни. Фульвио насмехается над ним, но, услышав звон городских колоколов, он верит, что его товарищи преуспели, и уходит, чтобы присоединиться к ним, надев красную рубашку Алонзанфана. Таким образом, он был замечен и застрелен вновь прибывшими солдатами.

## В ролях
- Марчелло Мастроянни — Фульвио Имбриани
- Леа Массари — Шарлотта
- Мимзи Фармер — Франческа
- Лаура Бетти — Эстер Имбриани
- Клаудио Кассинелли — Лионелло
- Бенжамин Лев — Ванни Гавина
- Ренато Де Кармине — Константино Имбриани
- Станко Мольнар — Аллонзанфан
- Луиза Де Сантис — Фиорелла Имбриани
- Бьяджо Пеллигра — Священник из Гроттоле
- Эрманно Тавиани — Массимилиано Имбриани
- Франческа Тавиани — Джованна
- Бруно Чирино — Тито

## Производство
События фильма отражают злополучную революционную экспедицию 1857 года во главе с Карло Пизакане, а фамилия главного героя — дань уважения итальянскому автору того периода Витторио Имбриани. После успеха фильма «У святого Михаила был петух» (1972) фильм был снят кооперативом, финансируемым государственной компанией Italnoleggio Cinematografico.
Братья Тавиани написали сценарий для фильма, первоначально названного Terza dimensione (лит. «Третье измерение»), слушая итальянские оперы XIX века, такие как «Лючия ди Ламмермур» Гаэтано Доницетти и «Макбет» Джузеппе Верди. Мастроянни выбрал роль Фульвио, так как он воспринимал её как «типичный антигерой, которого я люблю играть».

## Съемка
Основные съёмки проходили в период с октября по декабрь 1973 года. Среди них были такие места, как Матера, Базиликата и Альтопиано-Делле-Мурге в Апулии, в Пуло-Ди-Альтамура и Кастель-дель-Монте. Сцены, происходящие на семейной вилле Имбриани, были сняты на вилле Амалия в Эрбе, Ломбардия. И первая сцена, и сцена игры на скрипке между Фульвио и его сыном были сняты в Брешии, в театре Бролетто и театре Гранде. Сцена, где Возвышенные братья похищают Фульвио, была снята в Бергамо, между Пьяцца Веккья и Палаццо делла Раджоне.
Певец и автор песен Лучо Далла должен был сыграть Тито, и некоторые сцены были сняты с ним в этой роли, но был госпитализирован во время съемок и должен был быть заменен Бруно Чирино.

## Саундтрек
Партитура была написана Эннио Морриконе и поставлена режиссёром Бруно Николаи, с хором «I Cantori Moderni» Алессандро Алессандрони и сольной скрипкой Джорджо Менха. Предыдущий композитор братьев Тавиани Джованни Фуско представил Морриконе режиссёрам, которые изначально не хотели использовать для фильма никакой оригинальной музыки. Альбом был выпущен в Италии компанией RCA Italiana.
| №   | Название                  | Длительность |
| --- | ------------------------- | ------------ |
| 1.  | «Rabbia e tarantella»     | 3:53         |
| 2.  | «Ritorno a casa»          | 2:56         |
| 3.  | «Dirindindin»             | 2:12         |
| 4.  | «Frammenti di sonata»     | 3:04         |
| 5.  | «Tradimento»              | 2:36         |
| 6.  | «Te Deum laudamus»        | 6:48         |
| 7.  | «Allonsanfàn (Sul lago)»  | 1:38         |
| 8.  | «Allonsanfàn (Ballata)»   | 1:40         |
| 9.  | «Rabbia e tarantella (2)» | 1:06         |
| 10. | «Te Deum laudamus (2)»    | 2:11         |
| 11. | «Allonsanfàn (Fantasmi)»  | 2:12         |
| 12. | «Dirindindin (2)»         | 0:58         |
| 13. | «Frammenti di sonata (2)» | 1:47         |
| 14. | «Ritorno a casa (2)»      | 1:06         |
| 15. | «Rabbia e tarantella (3)» | 2:58         |

«Rabbia e tarantella», главная тема фильма, была использована во время заключительных титров фильма «Бесславные ублюдки» Квентина Тарантино.

## Премьера
Премьера фильма «Аллонзанфан» состоялась в миланском кинотеатре «Аркадия» 5 сентября 1974 года, а на следующий день он был театрально выпущен компанией Italnoleggio Cinematografico. Впоследствии он был показан на различных международных кинофестивалях, включая режиссёрский двухнедельный Каннский кинофестиваль 1975 года, Московский международный кинофестиваль, Лондонский кинофестиваль BFI и Чикагский Международный кинофестиваль.

## Награды
| Награда                              | Дата        | Категория                    | Номинант(ы)              | Результат | Ссылки        |
| ------------------------------------ | ----------- | ---------------------------- | ------------------------ | --------- | ------------- |
| Международный кинофестиваль в Чикаго | 1975        | Золотой Хьюго                | Аллонзанфан              | Номинация |               |
| Зотолой кубок                        | 4 июля 1975 | Лучший режиссёр              | Паоло и Витторио Тавиани | Номинация | [ 18 ] [ 19 ] |
| Зотолой кубок                        | 4 июля 1975 | Лучший актёр                 | Марчелло Мастрояни       | Номинация | [ 18 ] [ 19 ] |
| Серебряная лента                     | 1975        | Лучшая актриса               | Леа Массари              | Номинация |               |
| Серебряная лента                     | 1975        | Лучший оригинальный сценарий | Паоло и Витторио Тавиани | Номинация |               |